# Port-Anna
Port-Anna est un port de la commune de Séné. Il s'agit du dernier port de pêche du golfe du Morbihan.

## Localisation
Port-Anna occupe le fond d'une petite anse, à l'extrémité de la presqu'île de Séné, au niveau du goulet par lequel la rivière de Vannes et son affluent, le Vincin, rejoignent le golfe du Morbihan. Port-Anna fait face à la côte d'Arradon, à proximité de la presqu'île de Conleau (Vannes).

## Histoire
L'aménagement de Port-Anna est récent. La construction d'un môle et d'une cale ne remonte qu'à 1955.
Port-Anna n'a donc jamais accueilli de sinagos, ces voiliers traditionnels du golfe du Morbihan, déjà abandonnés au milieu du XXe siècle.
Le port a pendant longtemps été un lieu de ravitaillement en carburant, mais l'augmentation du prix du diesel a entraîné un déplacement des bateaux vers des ports plus proches des lieux de pêche, notamment à Quiberon.
Aujourd'hui, les bateaux encore basés à Port-Anna pratiquent la pêche à la morgate, à la civelle, à la coquille Saint-Jacques, à la crevette ou au rouget, selon la saison. Le tri des huîtres, pratiqué sur la cale de Port-Anna dans les années 1960, a presque disparu, puisque les concessions ostréicoles du golfe du Morbihan ont été rachetées par des éleveurs de Marennes-Oléron, qui finissent l'affinage en Charente-Maritime. Seul un ostréiculteur local continue d'utiliser Port-Anna pour débarquer sa production.
Le port est une escale de la semaine du golfe, manifestation maritime et terrestre qui se déroule tous les deux ans durant la semaine de l’Ascension.

## Propriété
Les installations de Port-Anna appartiennent au département du Morbihan.